# Tylos cilicius
Tylos cilicius là một loài chân đều trong họ Tylidae. Loài này được Verhoeff miêu tả khoa học năm 1941.